# Éliane Liekendael
Éliane Liekendael, née à Etterbeek le 12 décembre 1928, décédée le 8 octobre 2018 à Uccle, est une magistrate belge.

## Biographie

### Famille
Eliane Liekendael est la fille de Jean Liekendael, greffier en chef du tribunal de première instance de Bruxelles.

### Formation
Éliane Liekendael passe par l'Institut Saint-André puis est diplômée de l’Université libre de Bruxelles.

### Carrière juridique

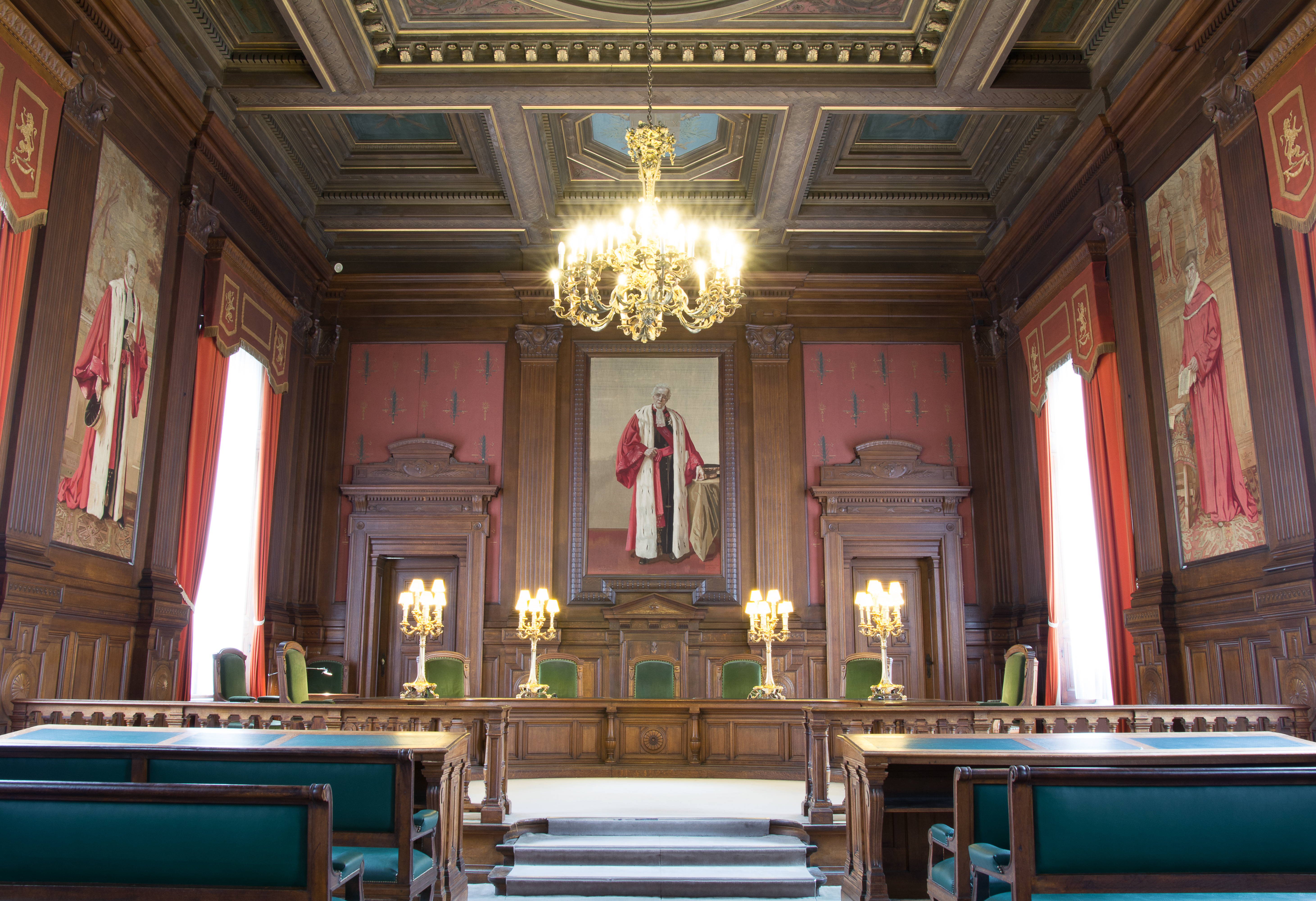
Cour de cassation belge.

Le procureur général Raoul Hayoit de Termicourt obtient sa nomination de substitut du procureur du Roi le 27 novembre 1955 au parquet de Bruxelles. Elle exerce ensuite au parquet général de Mons. En novembre 1978, elle est nommée avocate générale près la Cour de cassation et devient la première femme à ce poste.
En 1996, Jean-Marc Connerotte est dessaisi par Éliane Liekendael, pour avoir assisté à un « souper spaghettis » de soutien aux victimes de Marc Dutroux, ce soutien rendant le juge d'instruction partial en faveur des victimes. Une polémique médiatique s'ensuit et le nouveau juge d'instruction chargé de l'affaire Dutroux n'inspire pas la même confiance du public. En septembre 1997, elle fait l'apologie de la séparation des pouvoirs dans sa critique de la Commission Dutroux.
Elle devient la première femme procureure générale en septembre 1998, succédant à Jacques Velu.
Dans les suites de l'affaire Dutroux, elle suit les accusations de pédophilie envers Elio Di Rupo, alors vice-premier ministre, et Jean-Pierre Grafé, l'enquête sera classée sans suite,,.
En 1998, elle est chargée du procès pour le scandale de l'affaire Agusta-Dassault puisque la Cour de Cassation est compétente pour des affaires impliquant des ministres,. Elle demande que l'immunité parlementaire de Guy Spitaels soit levée par le parlement Wallon et le parlement de la Communauté française de Belgique.
Au cours de son mandat, elle est aussi la première procureure générale à avoir eu un profil médiatique par le biais de ses interviews sur les chaînes de télévisions.

## Hommages
- grand cordon de l’ordre de Léopold par arrêté royal du 26 novembre 1998[10].

- Grand officier de l’Ordre de la Couronne[1]

- Croix civique de première classe[1]